# Rhaphuma bhaktai
Rhaphuma bhaktai là một loài bọ cánh cứng trong họ Cerambycidae.